# Forcipomyia brevisicae
Forcipomyia brevisicae är en tvåvingeart som beskrevs av Debenham 1983. Forcipomyia brevisicae ingår i släktet Forcipomyia och familjen svidknott. Inga underarter finns listade i Catalogue of Life.